# エディンバラ動物園
エディンバラ動物園（エディンバラどうぶつえん、英: Edinburgh Zoo、スコットランド・ゲール語: Sù Dhùn Èideann）は、イギリスのスコットランド・エディンバラのコーストフィン（Corstorphine）地区にある広さ33ヘクタールの動物園である。1913年開園。旧称はスコティッシュ国立動物園（Scottish National Zoological Park）。
コーストフィン・ヒルの斜面にあり、そこからはエディンバラ市街が一望できる。スコットランド王立動物学協会が所有するこの動物園には、年間60万人以上が訪れ、エディンバラ城に次ぐスコットランド第2の有料観光スポットとなっている。また、絶滅危惧種の動物の飼育、動物の行動研究、世界各地の様々な保護プログラムへの積極的な参加などにも力を入れており、特にフィールド研究では名高い。
また、エディンバラ動物園は、世界で初めてペンギンを飼育し、繁殖させた動物園である。1914年にノルウェーのある一族がペンギンを寄贈したことが飼育の始まりであり、1972年には飼育されているペンギンの中の1羽が、寄贈を実現させたニルス・エーギリン中尉と当時のオーラヴ国王にちなんでニルス・オーラヴと名付けられた。ニルス・オーラヴは現在ノルウェー陸軍近衛部隊のマスコットとなっており、1987年には「2世」が、2008年には「3世」が指名されている。
また、イギリス国内の動物園で唯一、コアラとジャイアントパンダを飼育しているほか、スコットランドに生息するハイランド牛を見ることもできる。
この動物園は、イギリス・アイルランド動物園水族館協会（BIAZA）、ヨーロッパ動物園・水族館協会（EAZA）、世界動物園水族館協会（WAZA）、スコットランド観光地協会（ASC）のメンバーでもある。また、スコットランド観光局からは4つ星を獲得している。動物園の庭園は、スコットランドのロージアン地域で最も多様な樹木のコレクションを誇っている。